# Sverker I van Zweden
Sverker I (Sverker de Oudere) (ca. 1130 - 25 december 1156) was koning van Östergötland en vanaf ca. 1140 van heel Zweden.
Alle vermeldingen over Sverker I zijn onzeker en moeten onder voorbehoud worden gelezen. Zijn vader was mogelijkerwijs een boer uit Östergötland, Kol (of Cornube, Karnuka, Ulf) genaamd. (In andere bronnen wordt ene Erik Årsäll (koning van 1087-1088?) als zijn vader genoemd). Waarschijnlijk heeft Sverker eerst de koningstitel van Östgötland bezeten, voordat hij ca. 1140 koning over de gezamenlijke landen van Zweden werd.
Een sterk aspect van Sverker was zijn huwelijkspolitiek die zijn rijk sterker en stabieler maakte. Eerst huwde hij met Ulvhild Håkonsdotter (?-1148), die eerder getrouwd was geweest met de koningen Inge II van Zweden en Niels van Denemarken. Hun kinderen waren:
1. Johan Sverkersson
2. Karel Sverkersson
3. Sune Sik (vader van Ingrid Ylva en daarmee de grootvader van Birger Jarl en zijn broers.)
4. Ingegerd
5. Helena, die huwde met Knoet Magnusson, koning van Denemarken (1146-1157)

De namen van Sverker en Ulvhild duiken op in samenhang met de stichting van het eerste Cistercijnenklooster van Zweden. Deze stichting vond plaats, naar men aanneemt in 1143 bij de kloosterruïne van Alvastra, op een stuk land dat aan Ulvhild als bruidsschat door Sverker aan haar geschonken was.
Na Ulvhilds dood huwde hij in 1148 met Rikissa van Polen (een dochter van Bolesław III van Polen en eerder getrouwd geweest met Magnus Nilsson). Door dit huwelijk wilde hij ook in Västergötland als koning geaccepteerd worden. Hun zoon was:
1. Borislav Sverkersson (later koning in Östergötland, en medekoning van Knoet I

Daarnaast had hij nog een zoon (moeder onbekend):
1. Kol Sverkersson (later koning in Västergötland, en medekoning van Knoet I

Ongeveer in 1150 zou Sverker in een oorlog met Denemarken geraken, maar zijn bondgenoten uit Småland konden de aanval afweren. Sverker zou op weg naar de middernachtsmis van Kerstmis 1156 door zijn eigen dienaar en stalmeester vermoord zijn. Hij werd begraven in Alvastra.